# 蒂永布瓦
蒂永布瓦（法語：Thillombois，法語發音：[tijɔ̃bwa]）是法国默兹省的一个市镇，属于科梅尔西区。

## 地理
蒂永布瓦（48°57'24"N, 5°24'0"E）面积13.03 平方千米，位于法国大東部大區默兹省，该省份为法国西北部内陆省份，北与比利时接壤，西接马恩省和阿登省，南至上马恩省和孚日省，东临默尔特-摩泽尔省。
与蒂永布瓦接壤的市镇（或旧市镇、城区）包括：万贝、布克蒙、库鲁夫尔、拉艾梅、朗布吕赞和伯努瓦特沃、默兹河畔蒂伊。
蒂永布瓦的时区为UTC+01:00、UTC+02:00（夏令时）。

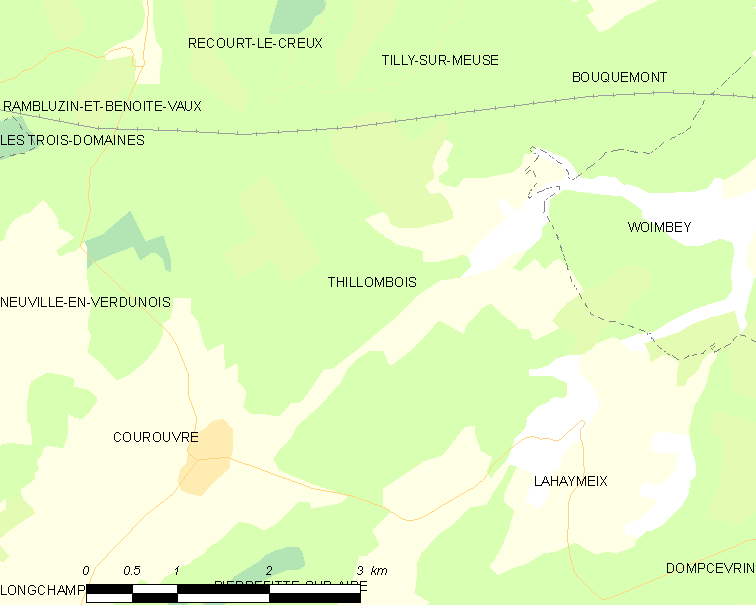
蒂永布瓦的OSM定位图

## 行政
蒂永布瓦的邮政编码为55260，INSEE市镇编码为55506。

## 政治
蒂永布瓦所属的省级选区为默兹河畔迪约县。

## 人口

1962-2008年间蒂永布瓦人口变化图示

蒂永布瓦于2022年1月1日时的人口数量为30人。